# Mujer de nadie
Mujer de nadie est une telenovela mexicaine produite par Televisa et diffusée entre le 13 juin 2022 et le 12 août 2022 sur Las Estrellas,.
C'est une adaptation de la telenovela mexicaine Amarte es mi pecado.

## Synopsis
Une jeune femme innocente, dévouée aux soins de son père malade, se retrouve démunie après sa mort. Sa marraine manipulatrice et sa tante l’utilisent pour s’enrichir à tout prix. Des hommes puissants la désirent obsessionnellement, et même ceux en qui elle a confiance se servent d’elle pour atteindre leurs propres ambitions. Après avoir découvert la trahison de l’homme qu’elle aimait et perdu sa fille à la naissance, Lucía se transforme en une femme avec un seul but : utiliser sa beauté pour se venger de tous les hommes qui l’ont blessée.

## Distribution
- Livia Brito : Lucía Arizmendi
- Marcus Ornellas : Fernando Ortega
- Juanita Arias : Paulina Altamirano
- Cynthia Klitbo : Dona Isaura Arizmendi
- Ignacio Tahhan : Leonardo Munoz
- Plutarco Haza : Don Rafael Correa
- María Penella : Casilda Gómez
- Roberto Soto : Don Heriberto Valdepenas
- Carmen Aub : Roxana Alcocer
- Alexa Martín : Michelle Ortega Ibarra
- Rosa Maria Bianchi : Dona Gertrudis Hurta de Valdepenas
- Sergio Bonilla : Diego Altamirano
- Luis Arrieta : Carlos Ortega Ibarra
- Azela Robinson : Dona Alejandra Madrigal
- Verónica Langer : Dona Martha Ibarra de Ortega
- Verónica Merchant : Pilar Riveira
- Adalberto Parra : Juventino Torres
- Enrique Singer : Gabino Villagómez
- Arap Bethke : Alfredo Terán
- Ale Müller : Claudita Solís
- Francisco Pizaña : Commandante Pedro Meyer
- Ignacio Riva Palacio : Néstor Villar
- Clarisa González : Silvia Montero
- Catalina López : Dominga Valencia
- Kristel Klitbo : Antonia Amaya
- Marco Treviño : Don Jacobo Arizmendi

## Production

### Développement
La télénovela a été annoncée le 26 novembre 2021, lors de la présentation de la programmation pour 2022.
Le tournage et la production du feuilleton ont commencé le 9 mars 2022 et le clap officiel pour le début du tournage le 14 mars 2022.
Le développement des scénarios et l'adaptation du feuilleton est pris en charge par Leonardo Bechini, María Elena López et Claudio Lacelli ainsi que la mise en scène par Fabián Corres et Juan Pablo Blanco en plus d'Armando Zafra et Daniel Ferrer en tant que directeurs de caméras avec Hugo Muñoz et Juan Carlos Lazo en photographie.
La production a envisagée 45 épisodes.

### Distribution des rôles
Le 11 novembre 2021, il a été spéculé dans les médias que l'actrice Adriana Louvier serait la protagoniste après avoir été éloignée des feuilletons télévisés depuis 2018 avec Amours coupables cependant aucune négociation n'a été conclue. D'autres actrices comme Esmeralda Pimentel, Scarlet Gruber, Paulina Dávila, Cassandra Sánchez Navarro et Ale Müller ont passée le casting pour être la protagoniste de la série.
Au cours de ce même mois, Cynthia Klitbo, Nailea Norvind et Laura Cortés ont auditionné pour le rôle antagoniste principal.
Le 12 février 2022, Juanita Arias a été confirmée comme l'un des méchants de l'histoire. Trois jours plus tard, Ale Müller a été confirmé comme l'une des stars de la série.
Le 9 mars 2022, Livia Brito et Marcus Ornellas ont été confirmées comme protagonistes de la série et Carmen Aub, Azela Robinson, Cynthia Klitbo et María Penella ont été confirmées comme les méchantes de la série.
Le 10 mars 2022, Verónica Merchant participe à la série après avoir travaillé avec TV Azteca pendant 24 ans,. 
Le 17 mars 2022, Arap Bethke est ajouté en tant que méchant principal revenant partager des scènes avec Livia Brito depuis 2018 avec la série La Piloto.

## Diffusion
- Las Estrellas (2022)

## Autres versions
- Amarte es mi pecado (Las Estrellas, 2004)